# Coordinación Educativa y Cultural Centroamericana
La Coordinación Educativa y Cultural Centroamericana (conocida usualmente como "CECC/SICA" o "CECC") es una secretaría técnica del Sistema de Integración Centroamericano,  que vio su origen en la VIII Reunión de Ministros de Educación en Nicaragua, el 13 de noviembre de 1982, aunque sus antecedentes se remontan al 6 de julio de 1968 en la Primera Reunión del Órgano Superior de la Organización de Estados Centroamericanos.  Sitúa su sede en San José, Costa Rica.
La CECC descansa sobre un marco jurídico compuesto por el Convenio Constitutivo de la Coordinación Educativa y Cultural Centroamericana y el Protocolo de Tegucigalpa.

## Países Integrantes
Países integrados en el CECC/SICA hasta el año 2013:
| Bandera | País                 | Fecha de adhesión       |
| ------- | -------------------- | ----------------------- |
|         | Belice               | 8 de diciembre de 2000  |
|         | Costa Rica           | 13 de diciembre de 1991 |
|         | El Salvador          | 13 de diciembre de 1991 |
|         | Guatemala            | 13 de diciembre de 1991 |
|         | Honduras             | 13 de diciembre de 1991 |
|         | Nicaragua            | 13 de diciembre de 1991 |
|         | Panamá               | 13 de diciembre de 1991 |
|         | República Dominicana | 28 de junio de 2013     |

## Países Observadores
Países observadores integrados en el CECC/SICA hasta el año 2012:
| Bandera | País observador | Fecha de adhesión       |
| ------- | --------------- | ----------------------- |
|         | Argentina       | 10 de junio de 1994     |
|         | Australia       | 1 de marzo de 2012      |
|         | Brasil          | 19 de diciembre de 2008 |
|         | Canadá          | 22 de febrero de 2009   |
|         | Chile           | 18 de diciembre de 1998 |
|         | China           | 29 de marzo de 2012     |
|         | Colombia        | 25 de junio de 2004     |
|         | Ecuador         | 24 de agosto de 2011    |
|         | Alemania        | 5 de junio de 1997      |
|         | Italia          | 20 de octubre de 2002   |
|         | Japón           | 1 de enero de 1997      |
|         | Corea del Sur   | 1 de enero de 2012      |
|         | España          | 23 de febrero de 2000   |
|         | Reino Unido     | 9 de julio de 2012      |
|         | Estados Unidos  | 21 de junio de 2010     |

## Funciones
Las funciones de la CECC se extienden a:
- Desarrollar e intensificar las relaciones entre los pueblos del área centroamericana por medio de la cooperación permanente y la ayuda mutua en los campos de la educación y la cultura, para propiciar el desarrollo integral de los países miembros.
- Estimular el desarrollo integral del hombre con la inclusión del componente cultural dentro de los procesos educativos.
- Reafirmar la identidad cultural en el nivel de cada uno de los países miembros.

Para realizar dichas funciones, todas las decisiones emanan del Consejo de Ministros de Educación y Cultura Centroamericanos.